# 歐菲德山
66°50′S 50°38′E / 66.833°S 50.633°E
歐菲德山（英語：Mount Oldfield）是南極洲的山峰，位於恩德比地的阿蒙森灣東部，屬於圖拉山脈的一部分，處於哈迪山以西，該山峰根據澳大利亞探險隊的空中照片被繪入地圖。